# Nyströmska gården

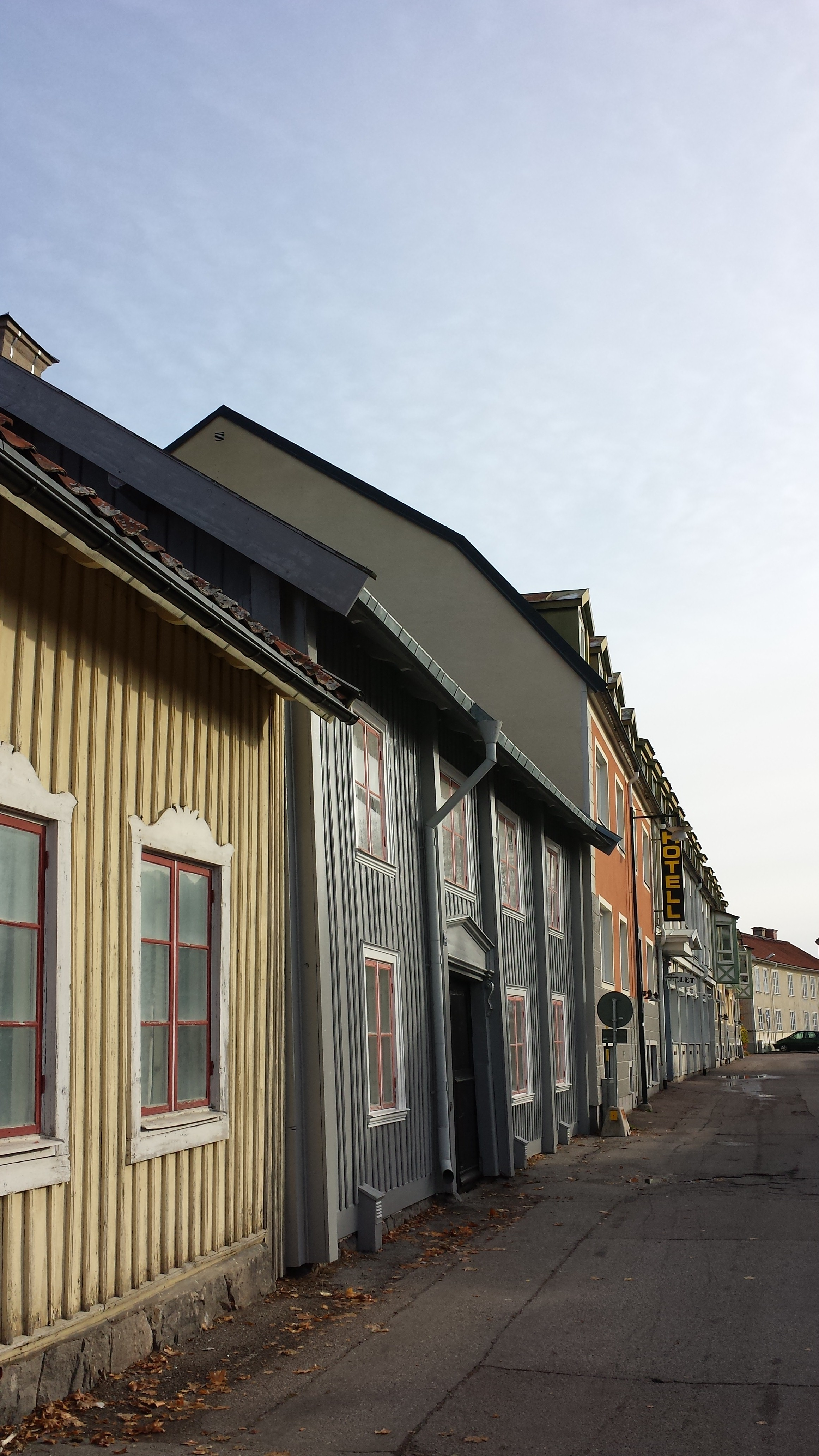
Nyströmska gården

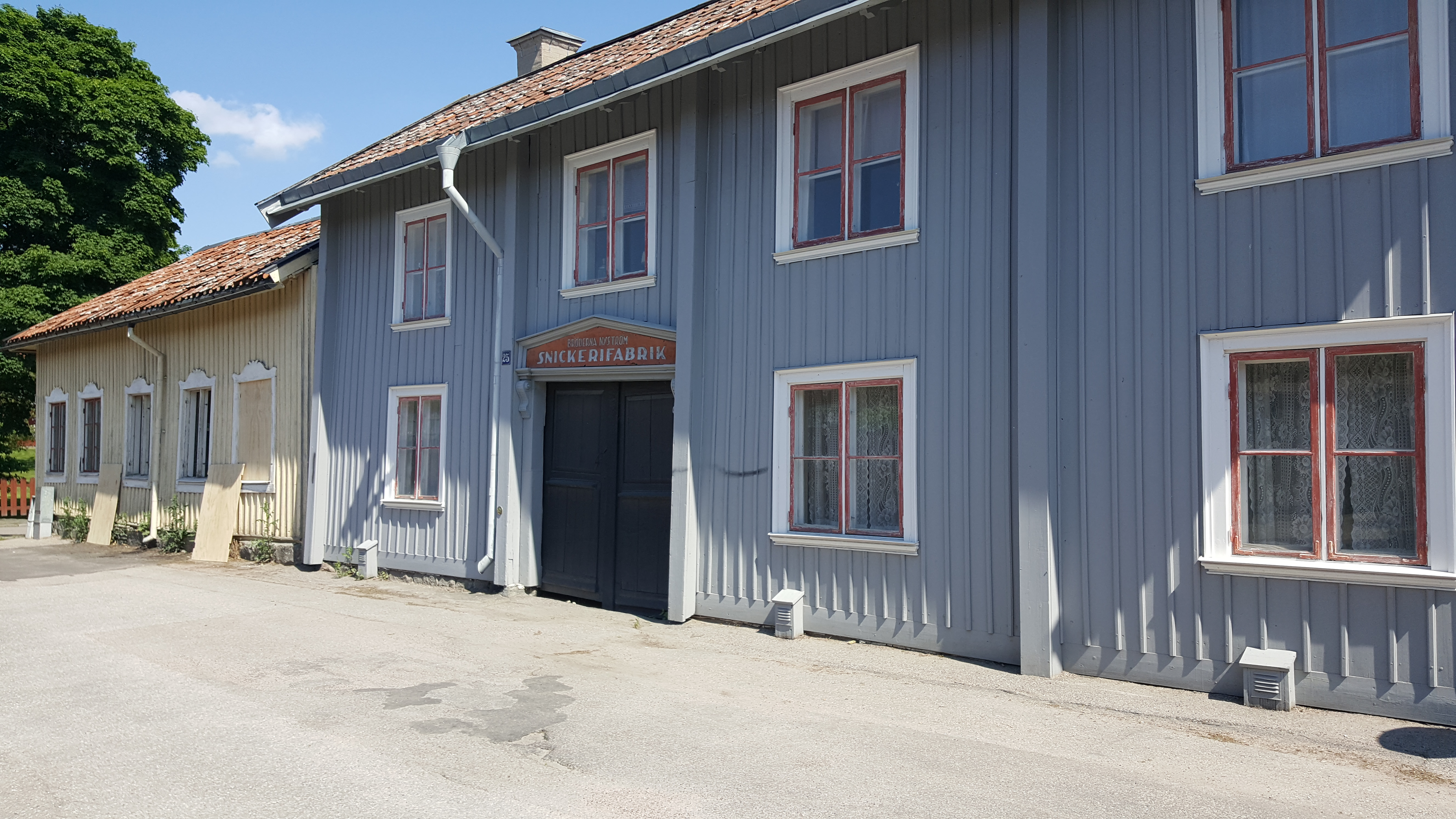
Nyströmska gården, Köping 2

Nyströmska gården är ett arbetslivsmuseum i Köping.
Nyströmska gården består av två sammanslagna gårdar vid Köpingsån med anor från 1600-talet. Den ena gården köptes av familjen Nyström i mitten av 1800-talet och granngården, den Broströmska gården, år 1941. Där finns två större bostadshus och ett mindre, ett snickeri från 1870-talet samt två uthus. Anläggningen är ett arbetslivsmuseum sedan 1997.
På gården har fram till 1970-talet bedrivits snickerirörelse under ett sekel under tre generationer av familjen Nyström. Utrustningen i Bröderna Nyströms snickeri är bevarad. Gården köptes av Köpings kommun 1986, och drabbades av eldsvåda 1989.
Nyströmska gården renoverades av föreningen Nyströmska Gårdens Vänner, som bildades 1991 och lades ner på 2010-talet. Idag drivs museet av Köpings museum.

## Historik
Båda gårdarna finns dokumenterade sedan 1645. Erik Jansson Nyström med familj flyttade 1815 in i den Nyströmska gården som hyresgäster. Sonen Erik Wilhelm Nyström köpte 1841 halva gården och 1859 resterande del. Dennes son Johan Wilhelm Nyström övertog gården 1869 och den såldes slutligen till kommunen, tillsammans med den 1941 inköpta grannfastigheten, av medlemmar av senare generationer Nyström.
Bostadshusen bedöms ha uppförts i början av 1800-talet. Snickeribyggnaden uppfördes som ett envånings bostadshus 1871-72. Ett snickeri inrymdes då i ett rum. Huset byggdes till på bredden på 1880-talet, då både snickeriet och bostadsutrymmet utökades. Snickeriet utvidgades ytterligare med en tillbyggnad 1904.
Den Broströmska gården hade namn efter lokföraren A.F. Broström, som köpte fastigheten 1889.